# Capitoli di Excel Saga

Copertina del primo volume dell'edizione italiana, raffigurante Excel e Il Palazzo

Questa è la lista dei capitoli di Excel Saga, manga scritto e disegnato da Kōshi Rikudō e serializzato dal 1996 al 30 luglio 2011 sulla rivista Young King OURs edita da Shōnen Gahōsha. I vari capitoli sono stati poi raccolti in ventisette volumi tankōbon pubblicati tra il 23 aprile 1997 ed il 29 ottobre 2011.
In Italia la serie è stata pubblicata da Dynit sulla testata Crazy Manga dal 23 ottobre 2001 al 31 marzo 2005, interrompendosi all'undicesimo volume a tempo indeterminato per scarse vendite.

## Volumi 1-10
| 1  | 23 aprile 1997 | ISBN 978-4-7859-1565-0 | 23 ottobre 2001  |
| 1  | Capitoli - Missione 1. L'inizio della leggenda (起動する伝説?, Kidō suru densetsu) - Missione 2. Ieri per gli addii e oggi (別れの為の昨日と今日?, Wakare no tame no kinō to kyō) - Missione 3. Oggi per gli incontri e domani... (出会いの為の今日と明日?, Deai no tame no kyō to ashita) - Missione 4. La possibilità di vita quotidiana (許された日常?, Yurusa reta nichijō) - Missione 5. Chi ama brucia! (燃やす者 焦がれる者?, Moyasu mono kogareru mono) - Missione 6. L'incurabile malattia del non sapere (不知の病?, Fuchi no yamai) - Missione 7. La notte del male necessario (必要悪の夜?, Hitsuyō aku no yoru) |                        |                  |
| 2  | 4 dicembre 1997 | ISBN 978-4-7859-1811-8 | 21 gennaio 2002  |
| 2  | Capitoli - Missione 1. Tangente al destino (運命の接点?, Unmei no setten) - Missione 2. Il vento del principio (始まりの風?, Hajimari no kaze) - Missione 3. La velocità relativa degli stolti (愚者達の相対速度?, Gusha-tachi no sōtai sokudo) - Missione 4. Equazione di liberazione (解放の方程式?, Kaihō no hōteishiki) - Missione 5. Vittima e assalitore (被害者と加害者?, Higaisha to kagai-sha) - Missione 6. Direzione del vento (風向き?, Kazamuki) - Missione 7. Felicità infelice (不幸せな幸福?, Fushiawasena kōfuku) - Missione 8. La gioia degli sconfitti (敗者の喜び?, Haisha no yorokobi) |                        |                  |
| 3  | 23 luglio 1998 | ISBN 978-4-7859-1854-5 | 8 aprile 2002    |
| 3  | Capitoli - Missione 1. Spacca e scegli (壊れて選べ?, Kowarete erabe) - Missione 2. Le onde elettromagnetiche della libertà (自由な電波?, Jiyūna denpa) - Missione 3. Forme bianche (白色のかたち?, Hakushoku no katachi) - Missione 4. Caleidoscopio dell'evanescenza (うたかたの万華鏡?, Utakata no mangekyō) - Missione 5. Sparsi e bianchi al cielo (散るものは白く空に?, Chiru mono wa shiroku sora ni) - Missione 6. Egli non può aprire lo scrigno (彼は玉手箱を開けない?, Kare wa tamatebako o hirakenai) - Missione 7. Arrivata e sparita (来た...去った?, Kita... satta) |                        |                  |
| 4  | 7 dicembre 1998 | ISBN 978-4-7859-1884-2 | 3 luglio 2002    |
| 4  | Capitoli - Missione 1. La scelta invisibile (見えない選択?, Mienai sentaku) - Missione 2. Come usare l'ossigeno (酸素の使い道?, Sanso no tsukaimichi) - Missione 3. L'insetto che scava in fondo... (沁みいる虫の...?, Shimi iru mushi no...) - Missione 4. 23 ore, 56 minuti e 4 secondi del professore (博士の23時間56分4秒?, Hakase no 23-jikan 56-bu 4-byō) - Missione 5. La lontana stagione del sole (太陽の遠い季節?, Taiyō no tōi kisetsu) - Missione 6. Al labirinto (迷路へ?, Meiro e) - Missione 7. La strada da seguire da soli (ひとりきりでたどる道?, Hitori kiri de tadoru michi) - Missione 8. Il male e il cielo, armi mortali... (海と空が凶器?, Umi to sora ga kyōki) |                        |                  |
| 5  | 27 settembre 1999 | ISBN 978-4-7859-1941-2 | 11 novembre 2002 |
| 5  | Capitoli - Missione 1. Ricordi imbiancati (白いアルバム?, Shiroi arubamu) - Missione 2. La sottile crudeltà dell'attrazione (傷の浅い娯楽?, Kizu no asai goraku) - Missione 3. Strane forze (きれいな力?, Kireina chikara) - Missione 4. Sogni di bambola (人形の夢たち?, Ningyō no yume-tachi) - Missione 5. Solo ritornare (還るだけ?, Kaeru dake) - Missione 6. Il burattinaio che tira i fili (糸をひく者?, Ito o hiku mono) - Missione 7. In ballo (踊るもの?, Odoru mono) - Missione Extra. Il programma di primavera (春の番組?, Haru no bangumi) |                        |                  |
| 6  | 12 giugno 2000 | ISBN 978-4-7859-1993-1 | 11 giugno 2003   |
| 6  | Capitoli - Missione 1. Lo specchio e la pupilla (鏡と瞳?, Kagami to hitomi) - Missione 2. Compagno erbivoro (草食の味方?, Sōshoku no mikata) - Missione 3. Quotidianità parallele (平行な日常?, Heikōna nichijō) - Missione 4. Non attirare l'attenzione (視線の抵抗値?, Shisen no teikō-chi) - Missione 5. Corpi fragili (からだのかけら?, Karada no kake-ra) - Missione 6. Con te, con uno sguardo (ひとめあなたと?, Hito-me anata to) - Missione 7. Ciò che non torna (それは還らない?, Sore wa kaeranai) |                        |                  |
| 7  | 24 febbraio 2001 | ISBN 978-4-7859-2065-4 | 30 ottobre 2003  |
| 7  | Capitoli - Missione 1. Tradimento di primavera (春の背信?, Haru no haishin) - Missione 2. Dentro il dramma (戯曲の中?, Gikyoku no naka) - Missione 3. La tragedia della perdita (夢幻の痕?, Mugen no ato) - Missione 4. Ali nel vento (永遠の翼(前編)?, Eien no tsubasa (zenpen)) - Missione 5. Ali nel vento (seconda parte) (永遠の翼(後編)?, Eien no tsubasa (kōhen)) - Missione 6. Il terzo uomo (彼女らは見た?, Kanojora wa mita) - Missione 7. Un volto dal passato (我が青春のそれ?, Waga seishun no sore) - Missione 8. Il ritorno del guerriero (戦士の帰還?, Senshi no kikan) |                        |                  |
| 8  | 27 settembre 2001 | ISBN 978-4-7859-2126-2 | 26 febbraio 2004 |
| 8  | Capitoli - Missione 1. Col fiato sospeso... (呼吸を止めて待っていて?, Kokyū o tomete matte ite) - Missione 2. L'ombra (影ふたつ?, Kage futatsu) - Missione 3. La realtà chiamata fantasia (夢幻という現実?, Mugen to iu genjitsu) - Missione 4. Addio, leader (さらばリーダー?, Saraba rīdā) - Missione 5. Viti e ingranaggi (螺子と歯車?, Neji to haguruma) - Missione 6. Un grande giorno nel piccolo mondo (小さな世界の長い一日?, Chīsana sekai no nagai tsuitachi) - Missione 7. Come una corda attorcigliata (糾う縄の様に?, Azanau nawa no yō ni) - Missione 8. Rifiuti combustibili, rifiuti incombustibili (燃える塵 燃えない塵?, Moeru chiri moenai chiri) |                        |                  |
| 9  | 28 giugno 2002 | ISBN 978-4-7859-2205-4 | 13 maggio 2004   |
| 9  | Capitoli - Episodio fuori programma. Missione straordinaria: Danzare sul sole è pericoloso, una cosa tipo western solitario o racconto vittoriano con trucchi da nostalgia da viaggiatore e ventiquattrore di ripetuti casi di omicidio in una camera segreta! (太陽に踊るあぶないはぐれ西部ケイ事貴ゾク物語旅情編トリック密室連続殺人事件24時湯煙の中にいろいろ見た!?, Taiyō ni odoru abunai hagure seibu kei koto ki zoku monogatari ryojō-hen torikku misshitsu renzoku satsujin jiken 24-ji yukemuri no naka ni iroiro mita!) - Missione 1. Densità d'eroe (主人公密度?, Shujinkō mitsudo) - Missione 2. Sulle tracce del cristallo (結晶の行方?, Kesshō no yukue) - Missione 3. Quando la vita pesa più di un astro (星よりも重い生命??, Hoshi yori mo omoi seimei?) - Missione 4. Il carcere della felicità (幸せの牢獄?, Shiawase no rōgoku) - Missione 5. C'incontreremo per le strade della città (あの街へ還ればきっと逢える?, Ano machi e kaereba kitto aeru) |                        |                  |
| 10 | 26 dicembre 2002 | ISBN 978-4-7859-2268-9 | 31 agosto 2004   |
| 10 | Capitoli - Missione 1. Fragili ed effimeri (弱かったり儚かったり?, Yowakattari kurakattari) - Missione 2. Muscolo cardiaco senza forze (力なき心?, Chikara naki kokoro) - Missione 3. Densità al 99,9% (濃度99.9%?, Nōdo 99. 9-pāsento) - Missione 4. Un cuore d'oro? (黄金の心??, Kogane no kokoro?) - Missione 5. Anche gli dei piangono (神でも痛い?, Kami demo itai) - Episodio Extra. Fuori programma estivo (夏の番組?, Natsu no bangumi) |                        |                  |

## Volumi 11-20
| 11 | 24 ottobre 2003 | ISBN 978-4-7859-2367-9 | 31 marzo 2005 |
| 11 | Capitoli - Missione 1. Elgarla Saga (エルガーラ·サーガ?, Erugāra Sāga) - Missione 2. È tondo e convien che rotoli (天下のまわりもの?, Tenka no mawari mono) - Missione 3. Cose proibite (できないこと?, Dekinai koto) - Missione 4. Una disperata lotta contro il tempo (風の駄苦闘?, Kaze no-da kutō) - Missione 5. Un deserto sicuro (安全な荒野?, Anzen'na kōya) - Missione 6. I segreti dell'organizzazione (ひみつ組織アクロスのひみつ?, Himitsu soshiki Akurosu no himitsu) - Missione 7. Il coraggio degli uomini (勇気と石ころ?, Yūki to ishikoro) - Missione 8. Lavori da dei (神様のお仕事?, Kamisama no oshigoto) |                        |               |
| 12 | 4 giugno 2004 | ISBN 978-4-7859-2427-0 | —             |
| 12 | Capitoli (traduzioni letterali dei titoli) - Side Story. Professore, abbiamo un problema! (教授!大変です!?, Kyōju! Taihendesu!) - Side Story. Professore, hai una telefonata! (教授!お電話です!?, Kyōju! O denwadesu!) - Side Story. Professore, il suo amico è qui! (教授!お友達です!?, Kyōju! O tomodachi desu!) - Side Story. Professore, facciamo una festa con l'osservazione della Luna! (教授!お月見です!?, Kyōju! O tsukimi desu!) - Side Story. Professore, è San Valentino! (教授!バレンタインデーです!?, Kyōju! Barentain dē desu!) - Missione 1. Una donna senza legge (無法な女?, Muhōna on'na) - Missione 2. Quante pagine di giovinezza (青春は何ページ?, Seishun wa nan Pēji) - Missione 3. Le circostanze di lei e di quel ragazzo (彼と少女の事情?, Kare to shōjo no jijō) - Missione 4. L'oceano è ○ (大洋が○っぱい?, Taiyō ga ￮ ppai) - Missione 5. Lavora per gli umani (人間のお仕事?, Ningen no oshigoto) |                        |               |
| 13 | 27 dicembre 2004 | ISBN 978-4-7859-2496-6 | —             |
| 13 | Capitoli (traduzioni letterali dei titoli) - Missione 1. La scomparsa come soggetto e oggetto (消えて消して?, Kiete keshite) - Missione 2. Su un pianeta creato (作られた星?, Tsukurareta hoshi) - Missione 3. Questa non è una rappresentazione della tua immaginazione (それは幻ではない?, Sore wa maboroshi de wanai) - Missione 4. L'ampia torre (広い巨塔?, Hiroi kyotō) - Missione 5. Poche parole che vorrei comunicarvi (あなたに伝えたいいくつかの言葉?, Anata ni tsutaetai ikutsu ka no kotoba) - Missione 6. Alleanza nel parco (公園同盟?, Kōen dōmei) - Episodio fuori programma. Saluta l'epidemia dalla clinica del Super DR. BJ. in bianco! Outbrek (振り返れば白いスーパーDR. BJ診療所によろしく!アウトブレク?, Furikaereba shiroi Sūpā DR. BJ shinryōsho ni yoroshiku! Autobureku) |                        |               |
| 14 | 27 giugno 2005 | ISBN 978-4-7859-2546-8 | —             |
| 14 | Capitoli (traduzioni letterali dei titoli) - Missione 1. Fuoco sopra, diluvio sotto (上は大火事 下は洪水?, Ue wa dai kaji-ka wa kōzui) - Missione 2. Miracolo vergognoso (恥ずかしい奇跡?, Hazukashī kiseki) - Missione 3. Gli amanti solitari (愛はふたりぼっち?, Ai wa futari botchi) - Missione 4. Ho lavorato sulla ferrovia (線路は続くよ どこまでも?, Senro wa tsudzuku yo doko made mo) - Missione 5. Caso di omicidio nella calda primavera (温泉殺人事件?, Onsen satsujin jiken) - Missione 5.5. Piccola casa sul grande mare (大海原の小さな家?, Daikaigen no chīsanaka) - Missione 6. Lun lun lun mar mer gio gio gio (月月月火水木木木?, Gattsuki getsukasui moku kigi) |                        |               |
| 15 | 28 dicembre 2005 | ISBN 978-4-7859-2598-7 | —             |
| 15 | Capitoli (traduzioni letterali dei titoli) - Missione 1. Felice rivoluzione (幸福革命?, Kōfuku kakumei) - Missione 2. Il grande giorno di sua eccellenza Il Palazzo (イルパラッツォの大冒険?, Iru Parattsu no dai bōken) - Missione 3. Predicami il Vangelo (福音をください?, Fukuin o kudasai) - Missione 4. Terreno proibito (禁域?, Kin-iki) - Missione 5. La macchina visibile (機械の視界?, Kikai no shikai) - Missione 6. Gloria, luce, ombre e cose del genere (栄光とか光とか影とか?, Eikō toka hikari toka kage toka) |                        |               |
| 16 | 2 luglio 2006 | ISBN 978-4-7859-2663-2 | —             |
| 16 | Capitoli (traduzioni letterali dei titoli) - Missione 1. Forse tutti sono schiavi (多分みんな奴隷?, Tabun min'na dorei) - Missione 2. La tua voce (あなたの聲が?, Anata no koe ga) - Missione 3. Zero metri sopra il livello del mare (海抜零M?, Kaibatsu rei M) - Missione 4. Stomaco del caos (戦士の胃?, Senshi no i) - Missione 5. L'era del bianco e nero (白と黒の時代?, Shiro to kuro no jidai) - Missione 6. Dietro l'ombra, un essere straordinario (陰に籠もってもの凄く?, In ni komotte monosugoku) |                        |               |
| 17 | 26 gennaio 2007 | ISBN 978-4-7859-2742-4 | —             |
| 17 | Capitoli (traduzioni letterali dei titoli) - Missione 1. Punta al massimo! (トップを攫え!?, Toppu o sarae!) - Missione 2. Istruzione (教育?, Kyōiku) - Missione 3. Cosa in prestito (かりたもの?, Karita mono) - Missione 4. Il significato dei baffi (髭の理?, Hige no ri) - Missione 5. Città sovraccarica (過負荷都市?, Ka fuka toshi) |                        |               |
| 18 | 30 luglio 2007 | ISBN 978-4-7859-2825-4 | —             |
| 18 | Capitoli (traduzioni letterali dei titoli) - Missione 1. D-a-m-m-i un segreto (秘密く·だ·さ·い?, Himitsu ku·da·sa·i) - Missione 2. Quelli che non vogliono essere selezionati (選ばれたくない人達?, Eraba retakunai hitotachi) - Missione 3. La ragazza con i capelli ricci che saltava nel tempo (時をかける巻き毛?, Tokiwokakeru makike) - Missione 4. La ragazza con i capelli ricci vicino alla finestra (窓際の巻き毛?, Madogiwa no makike) - Missione 5. Monoposto (定員一名?, Teiin ichi mei) - Missione 6. Mezzo biologico (有機半分?, Yūki hanbun) - Missione 7. L'amore è tutto (愛こそすべて?, Ai koso subete) |                        |               |
| 19 | 8 febbraio 2008 | ISBN 978-4-7859-2914-5 | —             |
| 19 | Capitoli (traduzioni letterali dei titoli) - Missione 1. Proprio quando ti senti debole, ecco che arriva un calcio, un'ape, una maledizione e Dio sa cos'altro (弱り目に蹴りと蜂と祟りとその他?, Yowarime ni keri to hachi to tatari to sonohoka) - Missione 2. La disperazione del rame bianco (4,8 grammi, 22,6 millimetri di diametro) (白銅4.8g·直径22.6mmの絶望?, Hakudō 4.8g· chokkei 22.6mm no zetsubō) - Missione 3. Corri Mince (走れメンチ?, Hashire menchi) - Missione 4. Il diario di qualcuno (誰かの日記?, Dareka no nikki) - Missione 5. Due ruote (車輪ふたつ?, Sharin futatsu) - Missione 6. Una bomba pubblica (公共爆弾?, Kōkyō bakudan) |                        |               |
| 20 | 19 maggio 2008 | ISBN 978-4-7859-2963-3 | —             |
| 20 | Capitoli (traduzioni letterali dei titoli) - Missione 1. Due persone e un animale domestico (二人と一匹?, Futari to itsupiki) - Missione 2. Tre persone e una macchina (三人と一機?, San'nin to kazuki) - Missione 3. Teriha scompare (照葉消失?, Shōyō shōshitsu) - Missione 4. Sono a casa (ただいま?, Tadaima) - Missione 5. 8000001 (8000001?) - Missione 6. La terra desolata (氷の世界?, Kōri no sekai) |                        |               |

## Volumi 21-27
| 21 | 29 ottobre 2008 | ISBN 978-4-7859-3049-3 | — |
| 21 | Capitoli (traduzioni letterali dei titoli) - Missione 1. 30.000 miglia di metropolitana (地底3万マイル?, Chitei 3 man mairu) - Missione 2. Ritorno a casa (再返還?, Sai henkan) - Missione 3. Il divario (格差?, Kakusa) - Missione 4. Io sono la macchina e la macchina sono io (俺がマシンで機械が俺で?, Ore ga mashin de kikai ga ore de) - Missione 5. Io sono il presidente e questa è la macchina (俺が社長で機械がアレで?, Ore ga shachō de kikai ga are de) - Missione 6. Nascere fino a quando non sarai scelto (選ばれるまで生まれる?, Eraba reru made umareru) |                        |   |
| 22 | 26 febbraio 2009 | ISBN 978-4-7859-3120-9 | — |
| 22 | Capitoli (traduzioni letterali dei titoli) - Missione 1. Bugie, incomprensioni ed esagerazioni (嘘·間違い·大袈裟?, Uso machigai ōgesa) - Missione 2. La chiave e il buco della serratura (鍵と鍵穴?, Kagi to kagiana) - Missione 3. Mangiare qualcosa che hai scelto per strada (拾い食い?, Hiroi-gui) - Missione 4. Diario del cervello di una bella ragazza (ある美女の脳内日記から?, Aru bijo no nōnai nikki kara) - Missione 5. Lavoro fisico (肉体労働?, Nikutai Rōdō) - Missione 6. Basi caricate (満塁?, Manrui)                                                   |                        |   |
| 23 | 30 settembre 2009 | ISBN 978-4-7859-3229-9 | — |
| 23 | Capitoli (traduzioni letterali dei titoli) - Missione 1. Nello stesso sorriso lui (あの人同じ笑顔で?, Ano hito onaji egao de) - Missione 2. Sequele incurabili (不治の後遺症?, Fuji no kōishō) - Missione 3. A presto (お会いしましょう?, O ai shimashou) - Missione 4. Puzzle in bianco (無地のパズル?, Muji no pazuru) - Missione 5. Attore in guerra (役者戦争?, Yakusha sensō) - Missione 6. Il nostro incompleto (不完全たち?, Fukanzen-tachi) - Missione 7. Qualcuno invincibile (誰か無敵?, Dare ka muteki)                                                        |                        |   |
| 24 | 9 aprile 2010 | ISBN 978-4-7859-3358-6 | — |
| 24 | Capitoli (traduzioni letterali dei titoli) - Missione 1. Sciolto e felice (ゆるくてしあわせ?, Yurukute shiawase) - Missione 2. Il vento del nord e forti piogge (北風と豪雨?, Kitakaze to gōu) - Missione 3. Discesa blu (青の降臨?, Ao no kōrin) - Missione 4. Un angelo rugoso (皺だらけの天使?, Shiwa-darake no tenshi) - Missione 5. Il dottore beffardo (嗤う博士?, Warau hakase) - Missione 6. Ombre di blu e scarlatto (緋と蒼の影?, Hi to aoi no kage) |                        |   |
| 25 | 7 ottobre 2010 | ISBN 978-4-7859-3478-1 | — |
| 25 | Capitoli (traduzioni letterali dei titoli) - Missione 1. ●● non tradisce i tuoi sogni (●●は夢を裏切らない?, ● ● Wa yume o uragiranai) - Missione 2. Ingannevole (紛いもの?, Magaimono) - Missione 3. Santuario (聖域とか?, Seiiki toka) - Missione 4. Dormi e svegliati (眠りと目覚め?, Nemuri to mezame) - Missione 5. Come persona (ひととして?, Hito to shite) - Missione 6. Blu screpolato (ひび割れた青?, Hibiwareta ao) |                        |   |
| 26 | 4 marzo 2011 | ISBN 978-4-7859-3578-8 | — |
| 26 | Capitoli (traduzioni letterali dei titoli) - Missione 1. Memoria calda e sottile (暑くて薄い記憶?, Atsukute usui kioku) - Missione 2. Scarlatto e verde azzurro (緋と蒼の緑?, Hi to aoi no midori) - Missione 3. Prima esperienza (初体験?, Shotaiken) - Missione 4. Avviso di annullamento della conquista della città (市街征服 中止のお知らせ?, Shigai seifuku chūshi no oshirase) - Missione 5. Il coraggio di ognuno? (それぞれの勇気??, Sorezore no yūki?) - Missione 6. Apri la porta (扉を開けて?, Tobira wo akete)                                               |                        |   |
| 27 | 29 ottobre 2011 | ISBN 978-4-7859-3725-6 | — |
| 27 | Capitoli (traduzioni letterali dei titoli) - Missione 1. Blu terribile (戦慄の蒼?, Senritsu no ao) - Missione 2. Il relitto delle fate (妖精の残骸?, Yōsei no zangai) - Missione 3. Il miracolo del blu (碧の奇跡?, Ao no kiseki) - Missione 4. La fine della leggenda (伝説の終了?, Densetsu no shūryō) - Missione 5. Excel Saga (EXCEL SAGA?) |                        |   |